# Васюхин, Владислав Алексеевич
Владисла́в «Влад» Алексе́евич Васю́хин (род. 1 августа 1967, Электросталь) — русский поэт, драматург, публицист, копирайтер.

## Биография
Начал публиковаться с 14 лет. Окончил факультет журналистики МГУ им. Ломоносова (1985—1991). Работал в Главной редакции для детей и юношества Всесоюзного радио, в еженедельниках «Говорит и показывает Москва», «Семь дней», «Огонёк», «Неделя», в журналах «Story», «Рекламный мир», «Крокодил», «Мир развлечений», «Гастрономъ», на портале Состав.ру.
Автор многочисленных интервью с деятелями российской и мировой культуры. С 2018 года публикует театральные рецензии на портале Известия.ру iz.ru.
Лауреат литературных и журналистских конкурсов, в том числе премии им. А. Куприна, «Гонг» (дважды), «Историческая драма», «Экономическое возрождение России», «Объективный взгляд», «Время драмы, 2020» и др.
Занимается PR и рекламой, работал в известных московских агентствах «Имиджленд», Magic Box, Media Arts Group, Depot WPF, «Соль» и др.

### Стихи
С 14 лет пишет стихи.
В 2000 году вышел его первый стихотворный сборник «Любовник лагуны», в 2001 второй — «Тебе и огню», в 2003 третий — «Концерт».
Четвёртый сборник стихов и эссе об Италии «Высокая вода» увидел свет в 2014 году.
Профессор Игорь Крылов отмечал в своей статье по случаю выхода третьего сборника стихов Влада Васюхина «Концерт»:

«Часто он срывается на ноту жестокого романса с есенинско-вертинской интонацией. Тогда в его стихи приходит удивительный, завораживающий мелодизм. Недаром несколько романсов на его стихи уже исполняют актеры Театра на Таганке. Иногда мелодика стиха сама ведет поэта, заставляя жертвовать глубиной смысла в пользу музыкальной гармонии. Но никогда в его стихах вы не найдете ни банальности, ни пошлости, ни привычной для современной литературы чернухи…» (еженедельник «Русская мысль», Париж, 9 октября 2003).

Литературовед Алина Кунусова, анализируя его венецианские стихи из цикла «Итальянская тетрадь», писала:

«Карнавальная сущность Венеции была поэтически преломлена И. Буниным, А. Ахматовой, М. Кузминым, С. Заяицким, В. Машевским, Е. Рейном, В. Васюхиным, А. Радашкевичем и другими представителями русской литературы XX века. <…> Венеция В. Васюхина зазывно-притягивающа, в чём немаловажную роль играют „карнавальные“ аспекты венецианского образа жизни. „Как манят лавчонки густым маскарадным огнём…“ — не скрывает своего интереса к праздничному настрою города поэт»

### Личная жизнь
От первого брака имеет сына Никиту (1995 г. р.), выпускника ВШЭ, аналитика футбольного клуба «Сабах» (Азербайджан), до этого — аналитика «Зенита», «Рубина» и «Акрона»..
Внук — Михаил (2024 г. р.), сын Никиты.
Жил в гражданском браке с известной американской пианисткой китайского происхождения Гвинет Чен.

## Сочинения

### Стихи
- Васюхин В. [www.stihi.ru/2001/04/03-03 Любовник лагуны]. — М.: Индекс Дизайн, 2000. — 500 экз.
- Васюхин В. Тебе и огню. — М.: ИМА-пресс, 2001. — 96 с. — 1000 экз. Архивировано 21 ноября 2012 года.
- Васюхин В. Концерт. — М.: ИМА-пресс, 2003. — 38 с. — 500 экз.
- Васюхин В. [www.stihi.ru/2014/06/16/8431 Высокая вода]. — М.: Онтопринт, 2014. — 192 с. — 500 экз. — ISBN 978-5-00038-128-1.
- Васюхин В. Весна. — М.: Bookscriptor, 2017. — 198 с. — 500 экз. — ISBN 978-5-00103-002-7.
- Васюхин В. 51 стихотворение. — М.: Издательские решения, 2019. — 500 экз.

### Реклама
- Васюхин В. Креативная кухня. — М.: Вершина, 2007. — 320 с. — 3000 экз. — ISBN 978-5-9626-0319-3.
- Второе издание книги вышло в 2015 году.

### Интервью
- Кулинарный концерт, рецепты и разговоры / Васюхин В.. — М.: Эксмо, 2005. — 256 с. — (Звездный гастрономъ). — 10 000 экз. — ISBN 5-699-13997-4.
- Кулинарный аттракцион / Васюхин В.. — М.: Эксмо, 2006. — 256 с. — (Звездный гастрономъ). — 10 000 экз. — ISBN 5-699-15094-3.

### Гастрономия
- Знаменитые блюда Советского Союза / Васюхин В.. — М.: Эксмо, 2010. — 288 с. — (Кулинария VIP-класса). — 5000 экз. — ISBN 978-5-699-33254-0.

### Пьесы
- «Vita canis» («Собачья жизнь»)[5]
- «Феня и Кальвадос» (2015)
- «Русская любовь» (второе название «Без Есенина») (2015, вторая редакция 2024), издана отдельной книгой в 2024 году.
- «Беглец» (2019), издана отдельной книгой в 2019 году.
- «Финисаж» (2020), переведена на армянский язык.
- «Звезда» (2021), опубликована в электронном литературном журнале Лиterraтура
- «Павлова» (2023), опубликована в электронном литературном журнале Лиterraтура

и др.

### Песни и романсы на стихи Влада Васюхина
- «Чай на прощание» (Владимир Патрушев) — исполняет Ирина Линдт
- «Лондон» (Дмитрий Пашков) — исполняет Дмитрий Пашков и группа «Радио»
- «Эта любовь» (Дмитрий Пашков) — исполняет Дмитрий Пашков и группа «Радио»
- «Провинция Прованс» (Татьяна Жанова) — исполняет Ирина Линдт.
- «Не забудь, что я есть у тебя…» (Татьяна Жанова) — исполняют Ирина Линдт и Валерий Золотухин
- «Две свечи, или Романс Мамаевой» (Татьяна Жанова) звучит в спектакле Театра на Таганке «На всякого мудреца довольно простоты» режиссёра Владимира Мирзоева (премьера 2012) — исполняют Ирина Линдт, Анастасия Колпикова

Альбом песен на стихи В. Васюхина написал композитор и пианист Майк Кауфман-Портников.

## Интересные факты
Снялся в роли патологоанатома в художественном фильме Ольги Фоминой «Эффект плацебо» (2011), где читает два своих стихотворения.
Упомянут в последнем романе Натальи Медведевой «Мой любимый» (М., «Вагриус», 2003).
Автор идеи десерта «Меркурьев» — в честь ведущего солиста Большого театра Андрея Меркурьева. «Идея создать именной десерт в честь Андрея Меркурьева принадлежит писателю и журналисту Владу Васюхину, давнему другу артиста»..